# Shine On You Crazy Diamond
Singles de Pink Floyd
Welcome to the Machine
/ Have a Cigar
(1973) Another Brick in the Wall (Part II) 
/ One of My Turns
(1975)
Pistes de Wish You Were Here 
 Shine On You Crazy Diamond (1–5)
Welcome to the Machine
(2)
Pistes de Wish You Were Here 
 Shine On You Crazy Diamond (Parts 6–9)
Wish You Were Here
(4)
Shine On You Crazy Diamond est une chanson de Pink Floyd, parue sur l'album Wish You Were Here le 15 septembre 1975. Elle est divisée en neuf parties, réparties sur deux chansons qui ouvrent (1–5) et concluent (6–9) l'album. Les paroles sont écrites par Roger Waters, qui cosigne également la musique avec David Gilmour et Richard Wright.

## Contexte et développement
Conçue durant la tournée britannique du groupe en hiver 1974, la composition est développée au fil des concerts, avec deux autres longues pièces, Raving and Drooling et You Gotta Be Crazy. Lorsque Pink Floyd entre en studio en janvier 1975 pour entamer le travail sur son nouvel album, le groupe prévoit de placer Shine On en face A du disque vinyle, mais sa longueur excède les contraintes de temps alloué pour une face d'un 33 tours. Roger Waters a alors l'idée de la diviser en deux morceaux, au début et à la fin de l'album, au milieu desquels d'autres chansons seront ajoutées. La chanson complète, d'une durée de 26 minutes, est la plus longue enregistrée par Pink Floyd.
Shine On You Crazy Diamond a pour thème l'absence en général, mais au fil de son évolution, c'est l'absence de l'ancien leader du groupe, Syd Barrett, qui influence la composition, et tout le reste de l'album. Celui-ci se rend d'ailleurs aux studios Abbey Road le 5 juin 1975, pendant les sessions de travail sur l'album. Sa visite bouleverse les membres du groupe, qui le revoient pour la première fois en sept ans, devenu chauve, obèse et instable.

## Enregistrement
Deux événements inhabituels ont lieu durant l'enregistrement de l'album, tous deux liés à Shine On You Crazy Diamond. D'après David Gilmour et Nick Mason, le groupe avait enregistré une prise satisfaisante, mais à cause d'une nouvelle console de mixage installée aux studios Abbey Road, l'écho excessif des autres instruments autour de la batterie a donné du fil à retordre au groupe, qui a dû réenregistrer la chanson.
L'autre événement a lieu pendant le mixage de la chanson, quand un Syd Barrett obèse, chauve et sourcils rasés, arrive dans les Studios Abbey Road. Les membres du groupe n'ont pas immédiatement reconnu Barrett à cause de son apparence.

### Interprètes
Pink Floyd
- Richard Wright – orgue Hammond, Piano Steinway, Piano Bösendorfer, piano électrique, clavinet Hohner, synthétiseurs ARP String Ensemble, Minimoogs, EMS VCS3, harmonica de verre, chœurs
- David Gilmour – guitare électrique, basse additionnelle sur Shine On Part VI, guitare steel, synthétiseur EMI AKS, harmonica de verre, chœurs
- Roger Waters – basse, guitare électrique, chant, harmonica de verre
- Nick Mason – batterie, percussions

Musiciens additionnels
- Dick Parry – saxophone baryton et saxophone ténor
- Carlena Williams - chœurs
- Venetta Fields - chœurs

### Équipe technique
- Pink Floyd – producteur
- Brian Humphries – ingénieur du son

## Structure musicale
- Part I (Wright, Waters, Gilmour ; du début à 3:54) : cette partie commence avec un harmonica de verre joué par David Gilmour, Richard Wright et Roger Waters, puis un orgue Hammond, suivi de passages au Minimoog et les quatre notes de guitare de David Gilmour sur une Fender Stratocaster. Vers 2:45, presque inaudible, des chiens jappant peuvent être entendus. C'est une référence possible à l'inclusion de You Gotta Be Crazy (l'ancêtre de Dogs) dans les tournées de 1974. La partie se termine lorsque le clavier termine en fondu sonore.
- Part II (Gilmour, Waters, Wright; de 3:55 à 6:27) commence avec un riff répété pendant toute la partie. Cette partie inclut un deuxième solo de Gilmour. Nick Mason commence la batterie. Cette partie est souvent appelée Syd's Theme.
- Part III (Waters, Gilmour, Wright; de 6:27 à 8:32) commence avec un synthétiseur Minimoog de Rick Wright. Cette partie comporte un troisième solo de guitare de Gilmour avec un ton bluesy.
- Part IV (Gilmour, Wright, Waters; de 8:33 à 11:08) Roger Waters chante le couplet tandis que Gilmour, Wright, Carlena Williams et Venetta Fields chantent les chœurs.
- Part V (Waters, de 11:09 à 13:34) 2 guitares répétant un riff pendant environ 1 minute. Un saxophone baryton est joué par Dick Parry. Elle finit avec un saxophone ténor. Ensuite, le tempo prend de la vitesse, et termine finalement sans basse ni batterie avec un saxophone ténor accompagné d'un ARP-string synthesizer et un arpège de guitare allant en fade out. Un bruit de machine monte en fondu et enchaîne sur Welcome to the Machine.
- Part VI (Wright, Waters, Gilmour; du début à 4:41) commence avec un bruit de vent marquant la fin de Wish You Were Here. Quand ce son s'épuise, David Gilmour arrive avec une basse. Roger Waters ajoute une autre basse avec le même riff. Ensuite, Rick Wright joue un ARP-String Ensemble-Synthesizer et après quelques mesures, plusieurs parties de guitare rythmique et la batterie s'installe, un synthé Minimoog joue un solo. Après deux minutes, Wright et Gilmour jouent des notes à l'unisson avant que Gilmour ne commence un solo de guitare lap steel.
- Part VII (Waters, Gilmour, Wright; de 4:41 à 6:05) contient les sections vocales, pour la plupart identiques à la partie IV jusqu'au début de la partie VIII.
- Part VIII (Gilmour, Wright, Waters; de 6:05 à 9:05) amène Roger Waters à jouer une seconde guitare électrique.
- Part IX (Wright, de 9:05 à 12:31) est jouée en 4/4. En interview, David Gilmour a décrit cette section comme une marche funèbre, un hommage à Syd Barrett. La batterie joue pendant la moitié de la chanson, et le clavier joue encore avant le fondu, durant lequel on peut entendre un court extrait de See Emily Play (à 12:07), une des compositions de Barrett pour Pink Floyd.

## Versions éditées
Trois versions différentes de la composition sont apparues sur des compilations, ainsi qu'une version Live :
- La version présente sur A Collection of Great Dance Songs a été coupée : les parties III, V, VI, VIII et IX ont été complètement enlevées. Elle enchaine avec la chanson Wish You Were Here.
- La version présente sur Echoes: The Best of Pink Floyd a aussi été coupée : le solo de guitare sur la partie 3 a disparu, la partie 6 est plus courte, et les parties 8 et 9 ont complètement disparu. C'est la seule version comportant la transition entre les parties 5 et 6. Elle enchaine avec la chanson Time.
- La version présente sur A Foot in the Door: The Best of Pink Floyd a été coupée : les parties VI-IX ont été complètement supprimés, la partie I a été raccourcie, le solo de guitare sur la partie 3 a disparu, Le saxophone sur la partie V a un début de fade-out, et enfin, le bourdonnement comme une machine qui enchaîne dans Welcome to the Machine dans l'album original a été supprimé, la chanson s'arrête simplement et Brain Damage commence.
- La version jouée en Live lors des 2 dernières tournées du groupe est aussi écourtée : La partie I écourte la section Synthé, le solo de guitare de la partie III est omis, les parties VI, VII, VIII et IX ne sont pas jouées. La partie VII a été ajouté lors de la tournée The Division Bell Tour.

## Reprises
Le bassiste/chanteur du groupe Primus, Les Claypool , Colonel Les Claypool's Fearless Flying Frog Brigade reprend Shine On You Crazy Diamond sur leur album live Live Frog Set 1 sorti en 2001.
La chanteuse québécoise Pascale Picard reprend Shine On You Crazy Diamond dans une compilation sortie en 2008 : Pink Floyd Redux - Ladies only.
Le groupe de métal progressif Dream Theater rend hommage à Pink Floyd dans Octavarium, le titre phare de l'album éponyme. L'introduction de la chanson est sur le même modèle que celle de Shine On You Crazy Diamond.
Le guitariste Steve Lukather reprend Shine on You Crazy Diamond, et l'a joué en Live pendant sa tournée 2008/2009.
La chanteuse Kendra Morris reprend la chanson pour la bande-annonce du film Dead Man Down.

## Utilisations médiatiques
- La chronique Sex Machine de l'émission Les Enfants du rock utilise un extrait de la partie II pour un strip-tease intégral, au terme duquel on peut entendre le rire final de Thriller de Michael Jackson, quand le mannequin se transforme en squelette.
- Dans la quatrième partie de JoJo's Bizarre Adventure, Diamond is Unbreakable, le stand du protagoniste, Josuke Higashikata, se nomme « Crazy Diamond » en référence à la chanson. Cependant, pour éviter les droits d'auteur, il sera renommé « Shining Diamond » dans les traductions occidentales de l'anime et des jeux vidéo.